# Emil Strauß (Buchhändler)

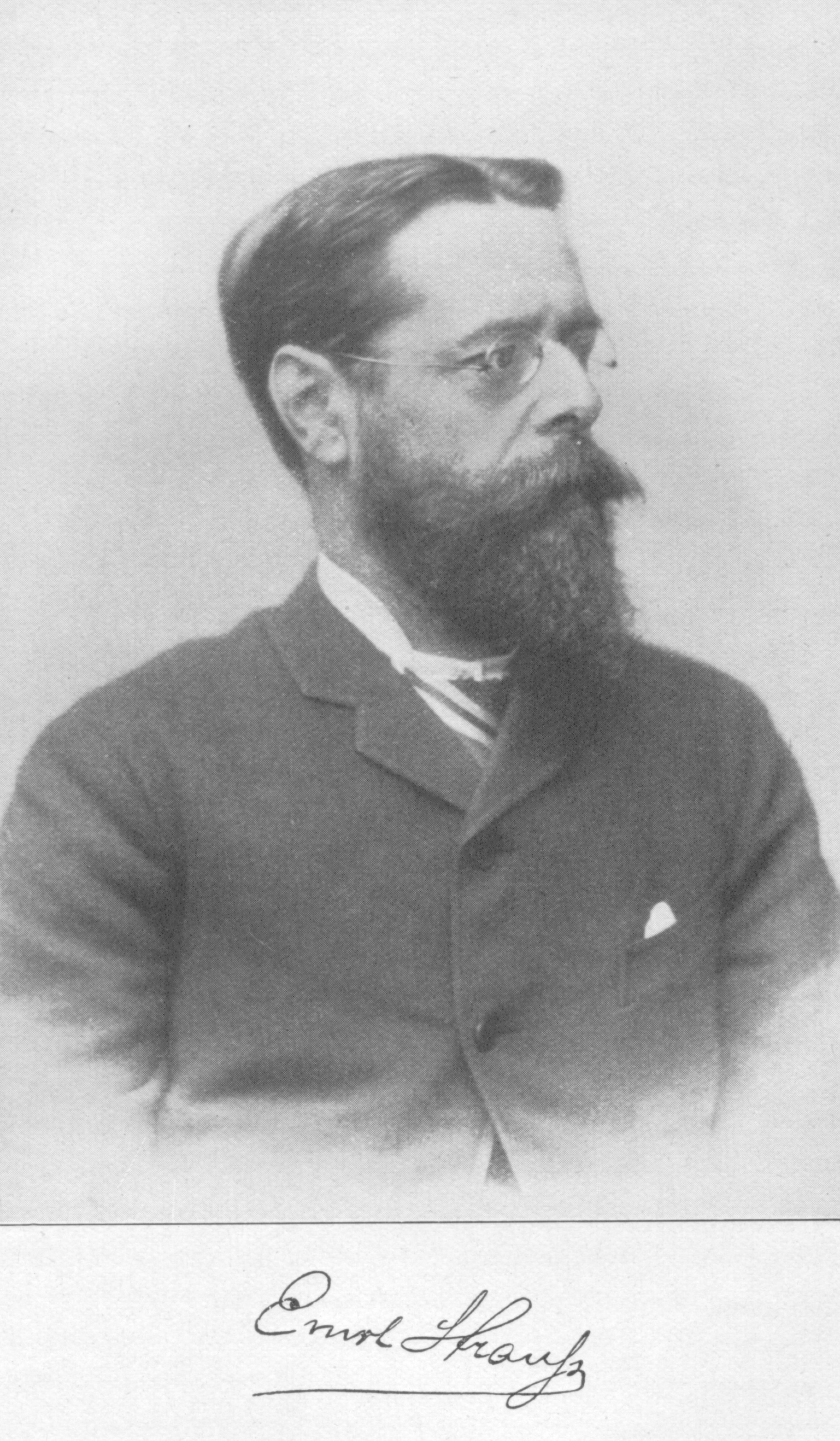
Emil Strauß

Emil Strauß (* 18. August 1845 in Köln; † 31. August 1903 in Bonn) war ein deutscher Buchhändler und Verleger.

## Leben
Strauß’ Eltern waren der Kölner Kaufmann Wilhelm Strauß und dessen Ehefrau Amalia, geb. Herber. Der Philosoph und Theologe David Friedrich Strauß war sein Onkel.
Emil Strauß besuchte zwischen 1855 und 1858 Schulen in Öhringen, Darmstadt und Frankfurt am Main. Von 1862 bis 1865 machte er in Frankfurt eine Buchhandelslehre bei Moritz Diesterweg und arbeitete anschließend als Buchhändlergehilfe in Buchhandlungen in Bonn, Berlin und im „Antiquariat Joseph Baer“ in Frankfurt. 1870 übernahm er die Buchhandlung von Gustav Marcus in Bonn, in der er zuvor selbst gearbeitet hatte und die er 1880 in „Emil Strauß, Sortiment und Antiquariat“ umbenannte. 1873 gründete Strauß einen eigenen Verlag, in dem er zunächst die Werke seines Onkels David Friedrich Strauß herausgab. 1876 heiratete er Anna Gessert. 1891 übergab Strauß seine Buchhandlung an seine Mitarbeiter Ludwig Röhrscheid und Hugo Ebbecke. Er selbst führte den Verlag und das Antiquariat weiter.
Strauß entwickelte das Geschäftsprinzip des modernen Großantiquariats und regte die Einführung von Verlagsanzeigen in Tageszeitungen und Zeitschriften an. In seinem Verlag erschienen neben den Werken seines Onkels die Werke von Wilhelm Vatke und Ernst Haeckel sowie die Werke der Königin Elisabeth I. von Rumänien, die unter dem Pseudonym „Carmen Sylva“ als Schriftstellerin tätig war. Daneben veröffentlichte er Periodika aus dem Gebiet der Chemie, Botanik, Zoologie, Geologie und Länderkunde sowie rheinländische Regional- und Kunstliteratur.
Neben seiner Tätigkeit als Buchhändler und Verleger war Strauß im Börsenverein des Deutschen Buchhandels aktiv und maßgeblich an der 1887 eingeführten Buchpreisbindung beteiligt. Er engagierte sich daneben auch im öffentlichen Leben der Stadt Bonn, wo er sich z. B. für die Einrichtung einer Bücher- und Lesehalle einsetzte, die 1897 eröffnet wurde, und war an der Gründung der „Bonner Zeitung“ beteiligt. Sein Verlag wurde nach seinem Tod von Alfred Kröner in Stuttgart übernommen.